# Ludwig Häsemeyer
Ludwig Häsemeyer (* 28. Juli 1934 in Lenglern; † 13. Juli 2020 in Heidelberg) war ein deutscher Jurist und ehemaliger Hochschullehrer an der Ruprecht-Karls-Universität Heidelberg.

## Leben
Häsemeyer studierte von 1955 bis 1959 Rechtswissenschaften an der Georg-August-Universität Göttingen, das er mit dem Ersten Juristischen Staatsexamen abschloss. Nach seinem Zweiten Staatsexamen in Hannover arbeitete er zunächst in einer Anwalts- und Notariatskanzlei, bevor er sich seiner akademischen Laufbahn widmete. 1965 promovierte er bei Karl Michaelis in Göttingen, 1970 habilitierte er sich ebenfalls dort für die Fächer Bürgerliches Recht und Zivilprozessrecht.
Nach zwei Lehrstuhlvertretungen in Mannheim und München hatte Häsemeyer zunächst eine außerplanmäßige Professur in Göttingen inne. 1974 folgte er einem Ruf der Universität Heidelberg auf den Lehrstuhl für Bürgerliches Recht und Zivilprozessrecht, den er bis zu seiner Emeritierung im Jahre 2001 innehatte. Vom Wintersemester 1975/76 bis zum Wintersemester 1976/77 war Häsemeyer Dekan der rechtswissenschaftlichen Fakultät. Seit 1993 war er zudem Richter im Nebenamt am Oberlandesgericht Karlsruhe.
Ludwig Häsemeyers Forschungsschwerpunkte lagen vor allem im Bürgerlichen Recht, im Zivilverfahrensrecht und im Insolvenzrecht.

## Werke (Auswahl)
- Die Abhängigkeit erbrechtlicher Verträge von Verkehrsgeschäften. Verlag der Universität Göttingen, Göttingen 1966 (Dissertation).
- Die gesetzliche Form der Rechtsgeschäfte : Objektive Ordnung u. privatautonome Selbstbestimmung im formgebundenen Rechtsgeschäft. Athenäum-Verlag, Frankfurt am Main 1971 (Habilitation).
- Schadenshaftung im Zivilrechtsstreit. v. Decker, Heidelberg, Hamburg 1979, ISBN 3-7685-1379-3.
- Insolvenzrecht. 4. Auflage. Carl-Heymanns-Verlag, Köln 2007, ISBN 978-3-452-26282-0.